# امباریپایکا
امباریپایکا (به لاتین: Ambaripaika) یک سکونتگاه مسکونی در ماداگاسکار است که در سوفیا (ماداگاسکار) واقع شده‌است.

## خصوصیات
امباریپایکا ۷٬۰۰۰ نفر جمعیت دارد و ۳۶۵ متر بالاتر از سطح دریا واقع شده‌است.